# Анархісти (фільм, 2015)
«Анархісти» (фр. Les Anarchistes) — французький фільм-драма 2015 року, поставлений режисером Елі Важеманом. Прем'єра стрічки відбулася 15 травня 2015 року на відкритті Тижня критиків 68-го Каннського кінофестивалю.

## Сюжет
Париж, 1899 рік. Командир відділення паризької жандармерії Жан Альбертіні (Тахар Рахім) мріє про кар'єрний ріст. Важливе завдання, яке йому доручає керівництво, повинне стати початком його кар'єрного зльоту. Під прикриттям Жан проникає в комуну анархістів, щоб упізнати їхній світ зсередини і спробувати знайти найдієвіші способи боротьби з ними. Але з кожним днем йому все складніше вдається грати свою роль. Жан поступово починає перейматися симпатією до своїх нових товаришів, і особливо до Жудіт (Адель Екзаркопулос), подруги лідера. Коли група готується до збройного пограбування, Жан має зробити вибір між своїм обов'язком і почуттями…

## У ролях
| Тахар Рахім        | ···· | Жан Альбертіні           |
| Адель Екзаркопулос | ···· | Жудіт Лоріллар           |
| Сванн Арло         | ···· | Єлисей                   |
| Гійом Гуї          | ···· | Ежен Левек               |
| Карім Леклу        | ···· | Бісквіт (Марсель Делоше) |
| Сара Лепікар       | ···· | Марі-Луїза Шевандьє      |
| Седрік Кан         | ···· | Гаспар                   |
| Емілі де Прессак   | ···· | Клотильда Лап'ювер       |
| Аурелія Пурьє      | ···· | Марта                    |
| Одрі Бонне         | ···· | Мадлен Лесаж             |

## Визнання
| Нагороди та номінації фільму «Анархісти» | Нагороди та номінації фільму «Анархісти» | Нагороди та номінації фільму «Анархісти» | Нагороди та номінації фільму «Анархісти» | Нагороди та номінації фільму «Анархісти» | Нагороди та номінації фільму «Анархісти» |
| Рік                                      | Кінофестиваль/кінопремія                 | Категорія/нагорода                       | Номінант                                 | Результат                                | Результат                                |
| ---------------------------------------- | ---------------------------------------- | ---------------------------------------- | ---------------------------------------- | ---------------------------------------- | ---------------------------------------- |
| 2016                                     | Премія «Люм'єр»                          | Найкращий кінооператор                   | Девід Чізалле                            | Номінація                                |                                          |
| 2016                                     | Премія «Сезар»                           | Найперспективніший актор                 | Сванн Арло                               | Номінація                                | [ 3 ]                                    |